# Curchy
Curchy és un municipi francès situat al departament del Somme i a la regió dels Alts de França. L'any 2007 tenia 321 habitants.

## Demografia

### Població

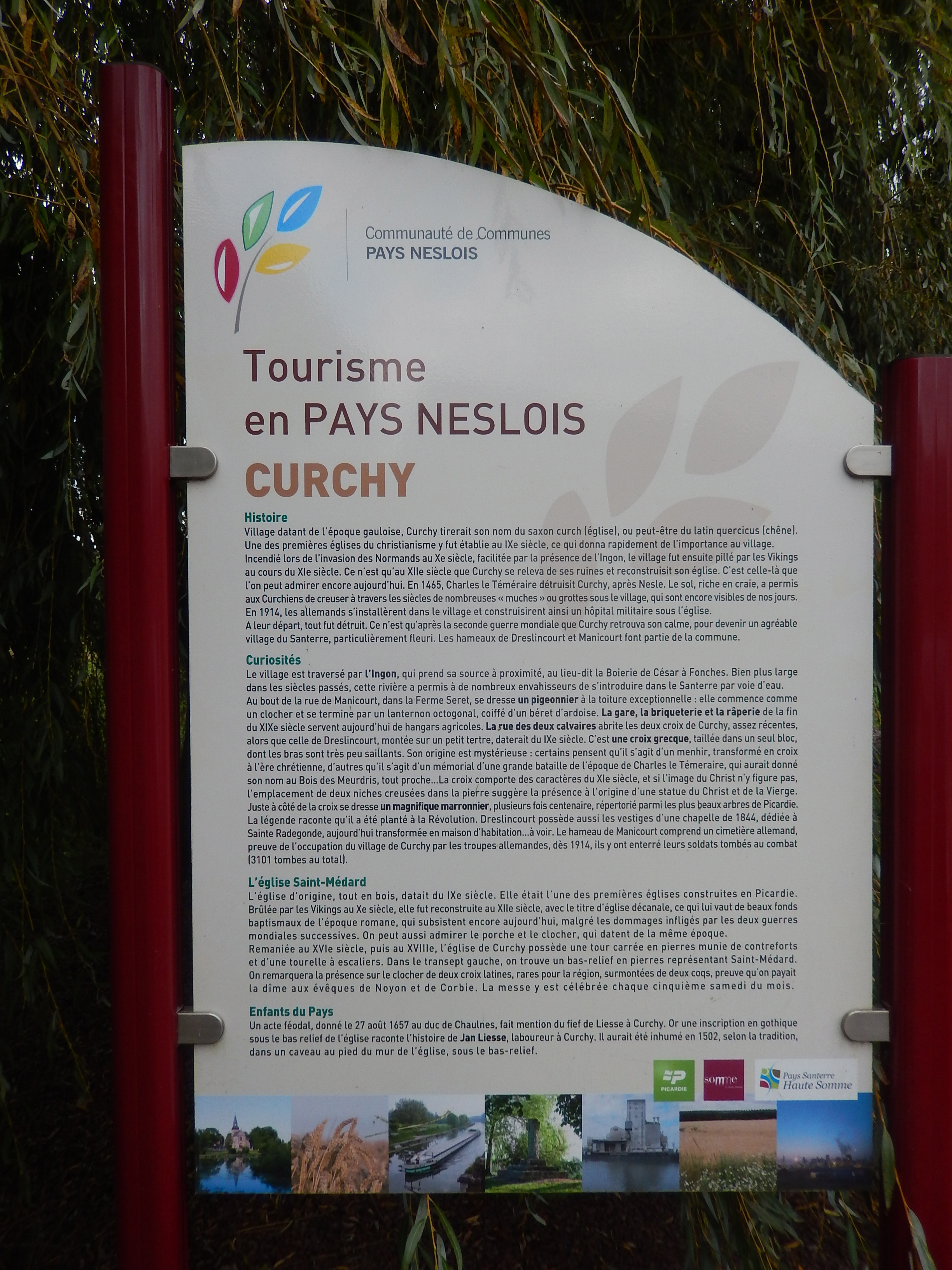

El 2007 la població de fet de Curchy era de 321 persones. Hi havia 112 famílies de les quals 24 eren unipersonals (8 homes vivint sols i 16 dones vivint soles), 40 parelles sense fills i 48 parelles amb fills.
La població ha evolucionat segons el següent gràfic:
Habitants censats

### Habitatges

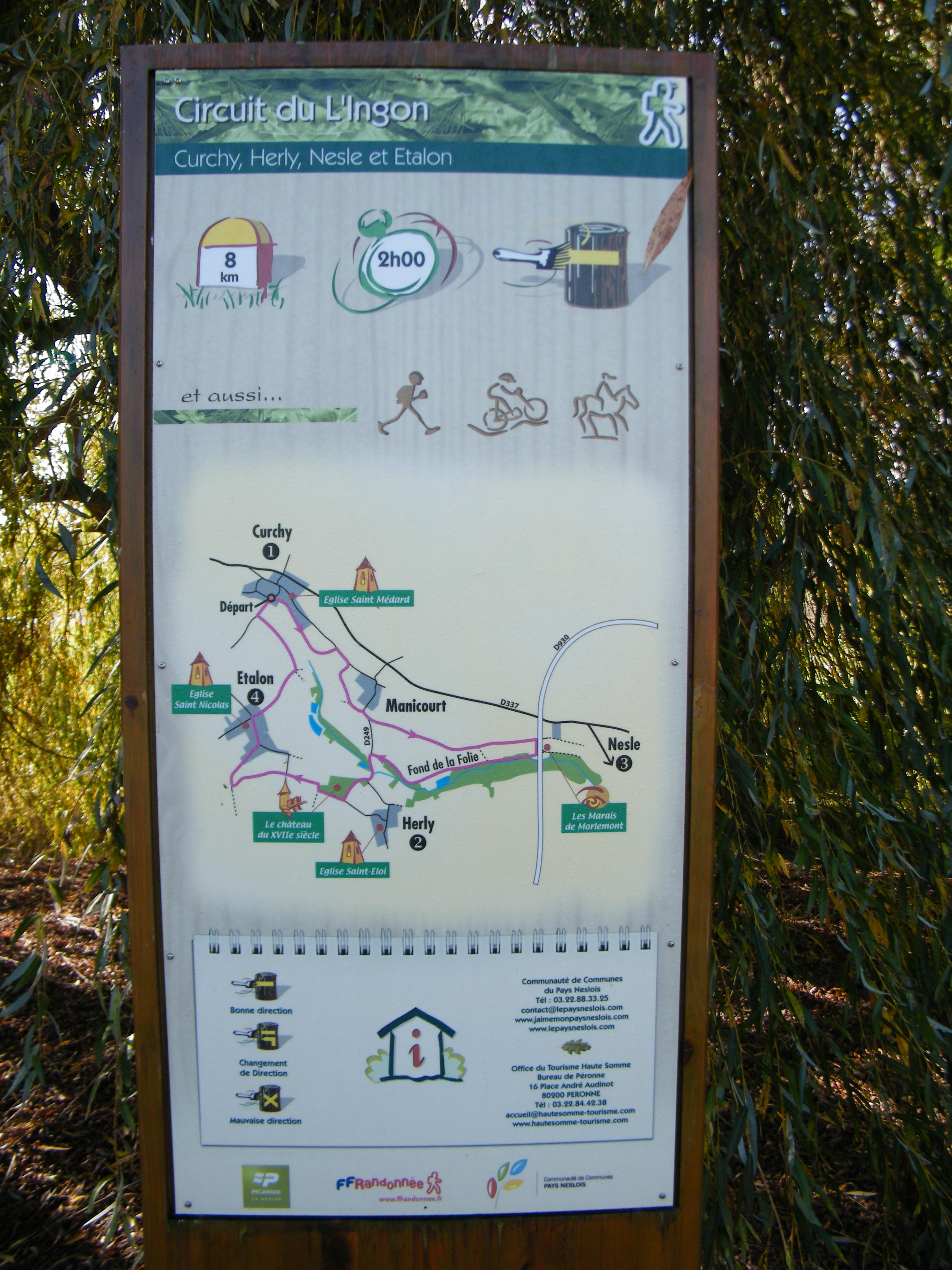

El 2007 hi havia 143 habitatges, 117 eren l'habitatge principal de la família, 14 eren segones residències i 13 estaven desocupats. Tots els 142 habitatges eren cases. Dels 117 habitatges principals, 99 estaven ocupats pels seus propietaris, 17 estaven llogats i ocupats pels llogaters i 1 estava cedit a títol gratuït; 1 tenia una cambra, 5 en tenien dues, 16 en tenien tres, 26 en tenien quatre i 69 en tenien cinc o més. 73 habitatges disposaven pel capbaix d'una plaça de pàrquing. A 50 habitatges hi havia un automòbil i a 56 n'hi havia dos o més.

### Piràmide de població

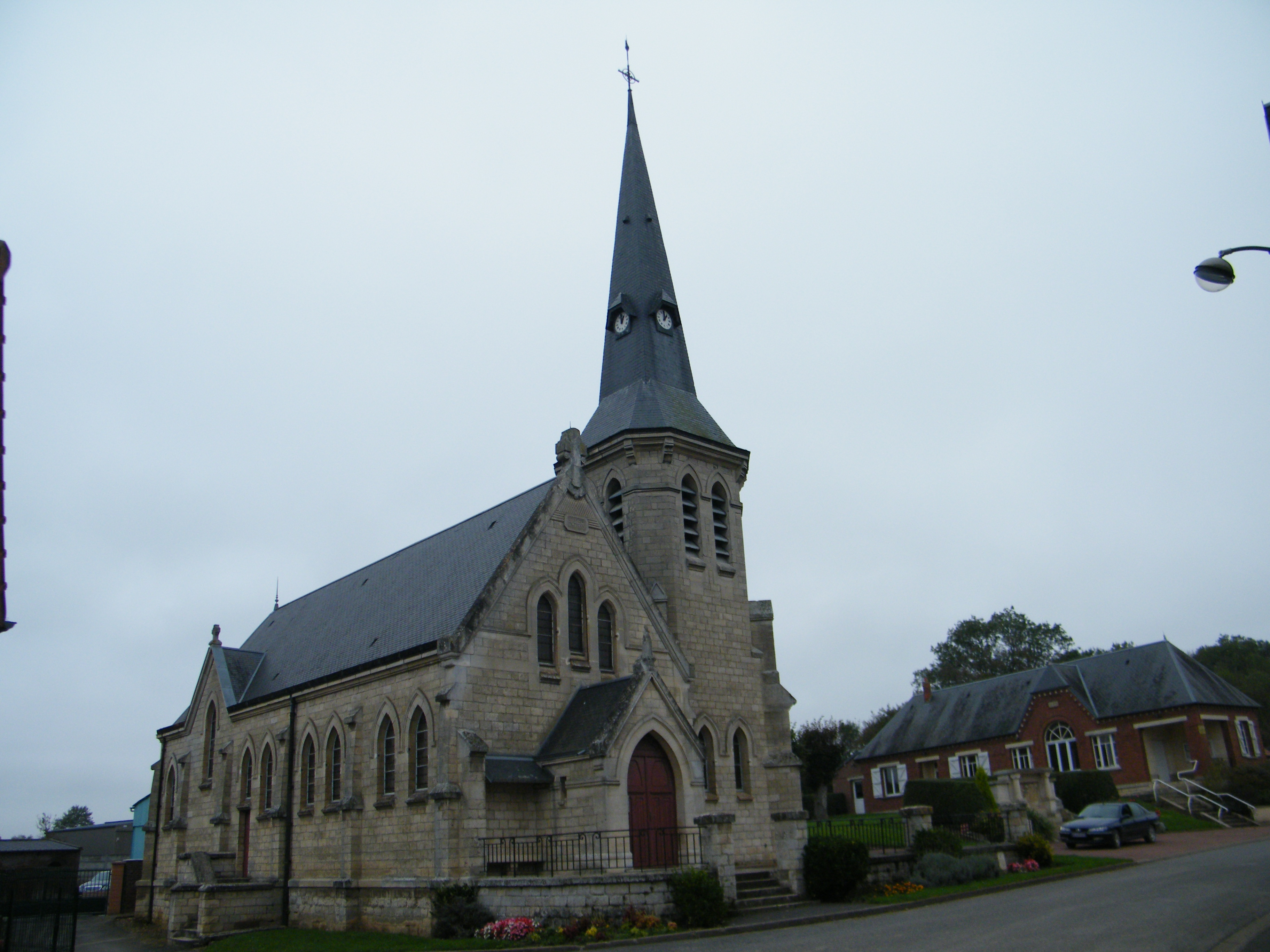

La piràmide de població per edats i sexe el 2009 era:
| Homes | Edats   | Dones |
| ----- | ------- | ----- |
| 0     | 95 o +  | 0     |
| 0     | 90 a 94 | 0     |
| 0     | 85 a 89 | 0     |
| 4     | 80 a 84 | 0     |
| 4     | 75 a 79 | 8     |
| 8     | 70 a 74 | 8     |
| 8     | 65 a 69 | 12    |
| 4     | 60 a 64 | 4     |
| 4     | 55 a 59 | 4     |
| 12    | 50 a 54 | 4     |
| 12    | 45 a 49 | 4     |
| 16    | 40 a 44 | 16    |
| 0     | 35 a 39 | 12    |
| 20    | 30 a 34 | 12    |
| 4     | 25 a 29 | 12    |
| 12    | 20 a 24 | 0     |
| 20    | 15 a 19 | 12    |
| 4     | 10 a 14 | 8     |
| 8     | 5 a 9   | 4     |
| 4     | 0 a 4   | 0     |

## Economia

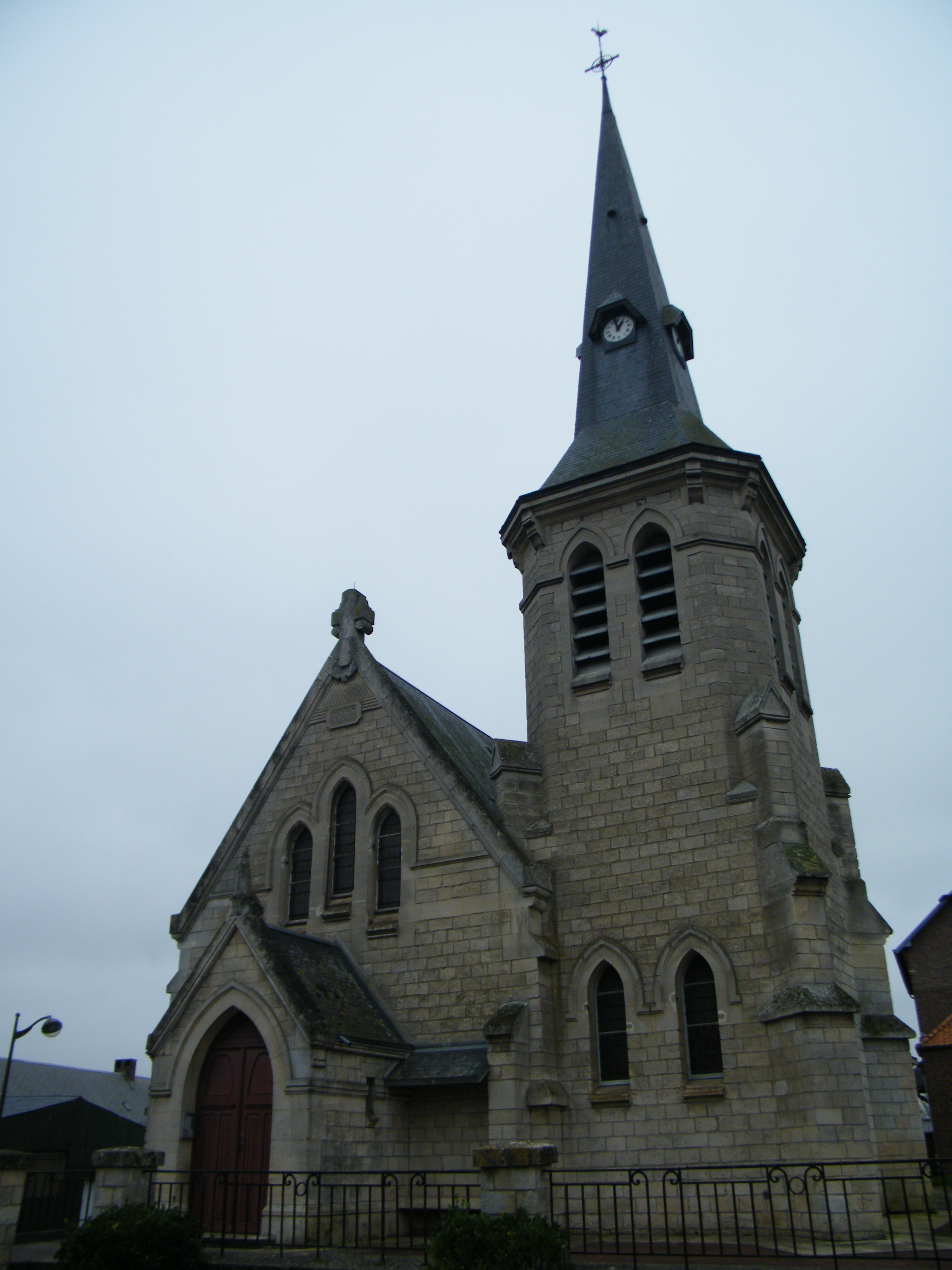

El 2007 la població en edat de treballar era de 219 persones, 149 eren actives i 70 eren inactives. De les 149 persones actives 132 estaven ocupades (79 homes i 53 dones) i 18 estaven aturades (8 homes i 10 dones). De les 70 persones inactives 20 estaven jubilades, 23 estaven estudiant i 27 estaven classificades com a «altres inactius».

### Ingressos
El 2009 a Curchy hi havia 124 unitats fiscals que integraven 347 persones, la mediana anual d'ingressos fiscals per persona era de 16.815 €.

### Activitats econòmiques

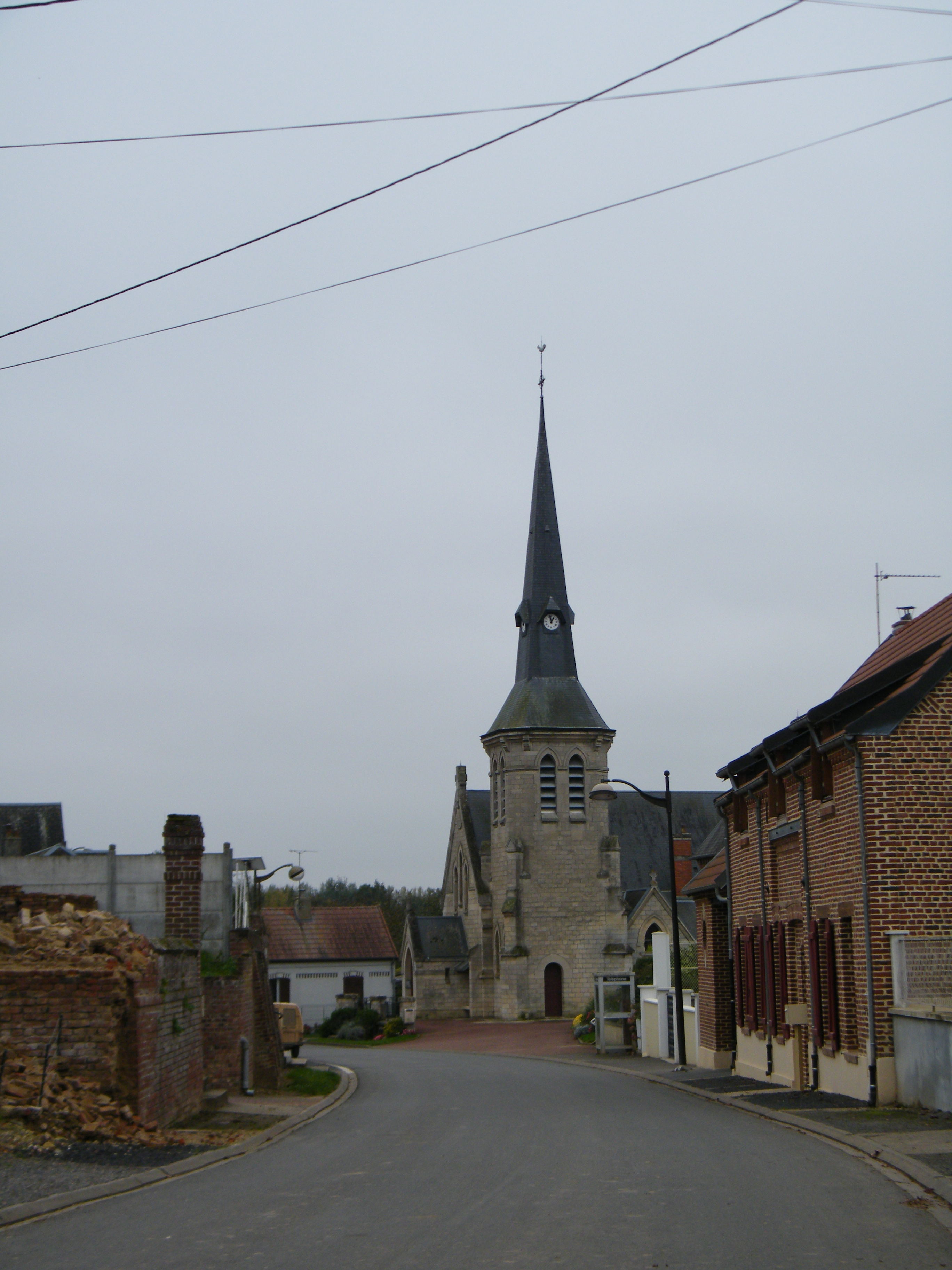

Dels 4 establiments que hi havia el 2007, 1 era d'una empresa extractiva, 2 d'empreses de fabricació d'altres productes industrials i 1 d'una empresa de construcció.
Dels 2 establiments de servei als particulars que hi havia el 2009, 1 era un taller de reparació d'automòbils i de material agrícola i 1 fusteria.
L'any 2000 a Curchy hi havia 9 explotacions agrícoles.

## Poblacions més properes

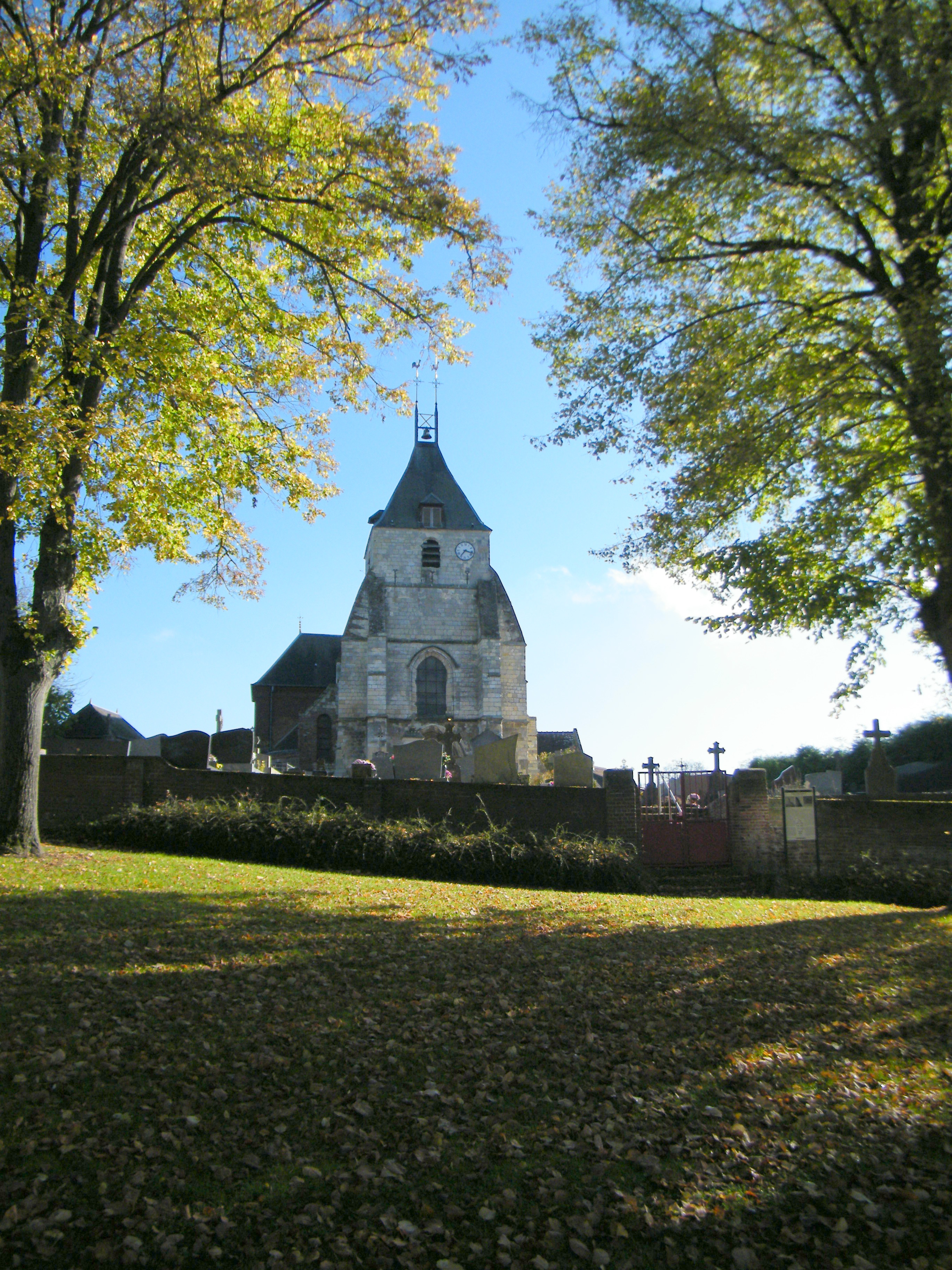

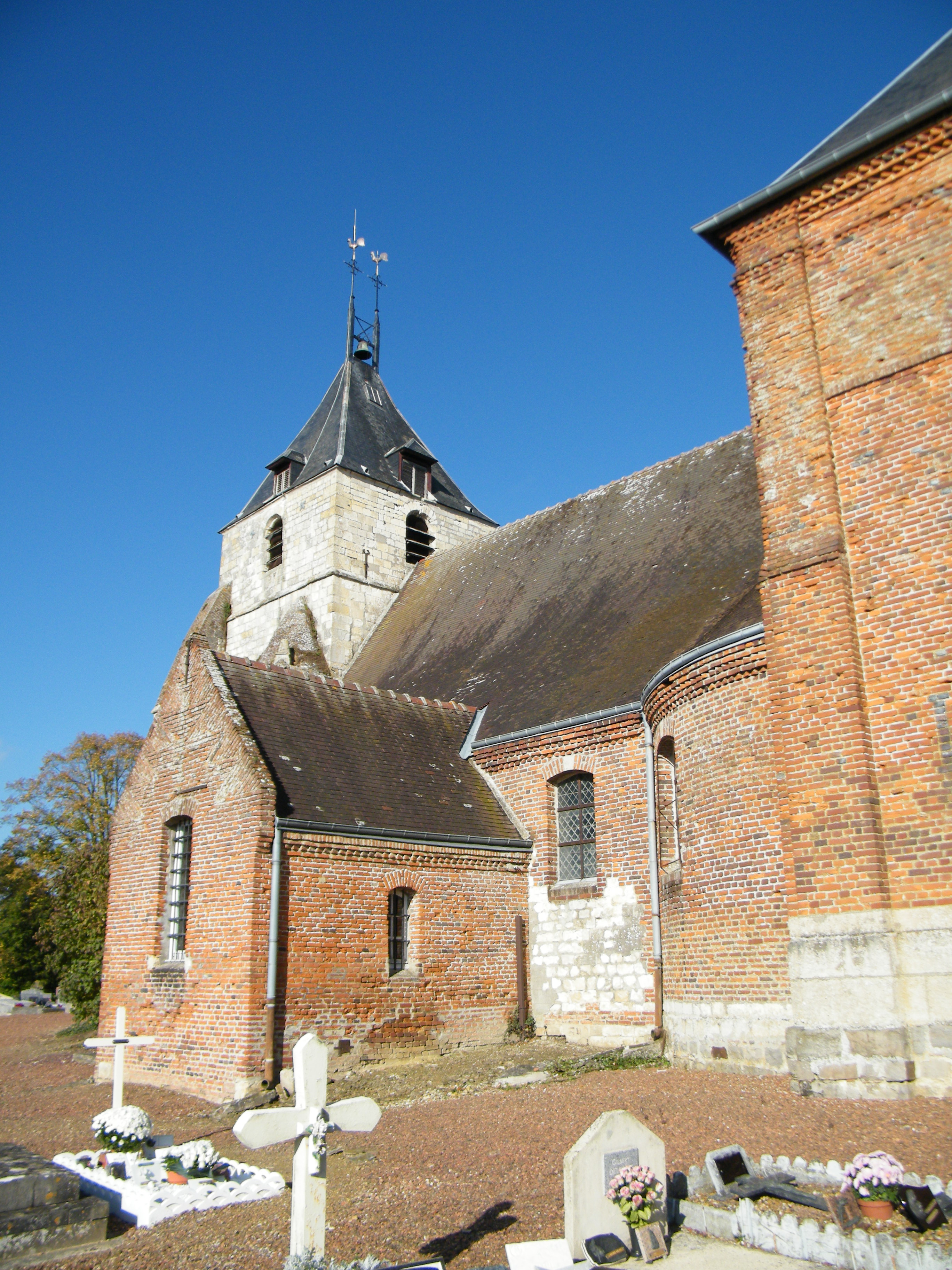

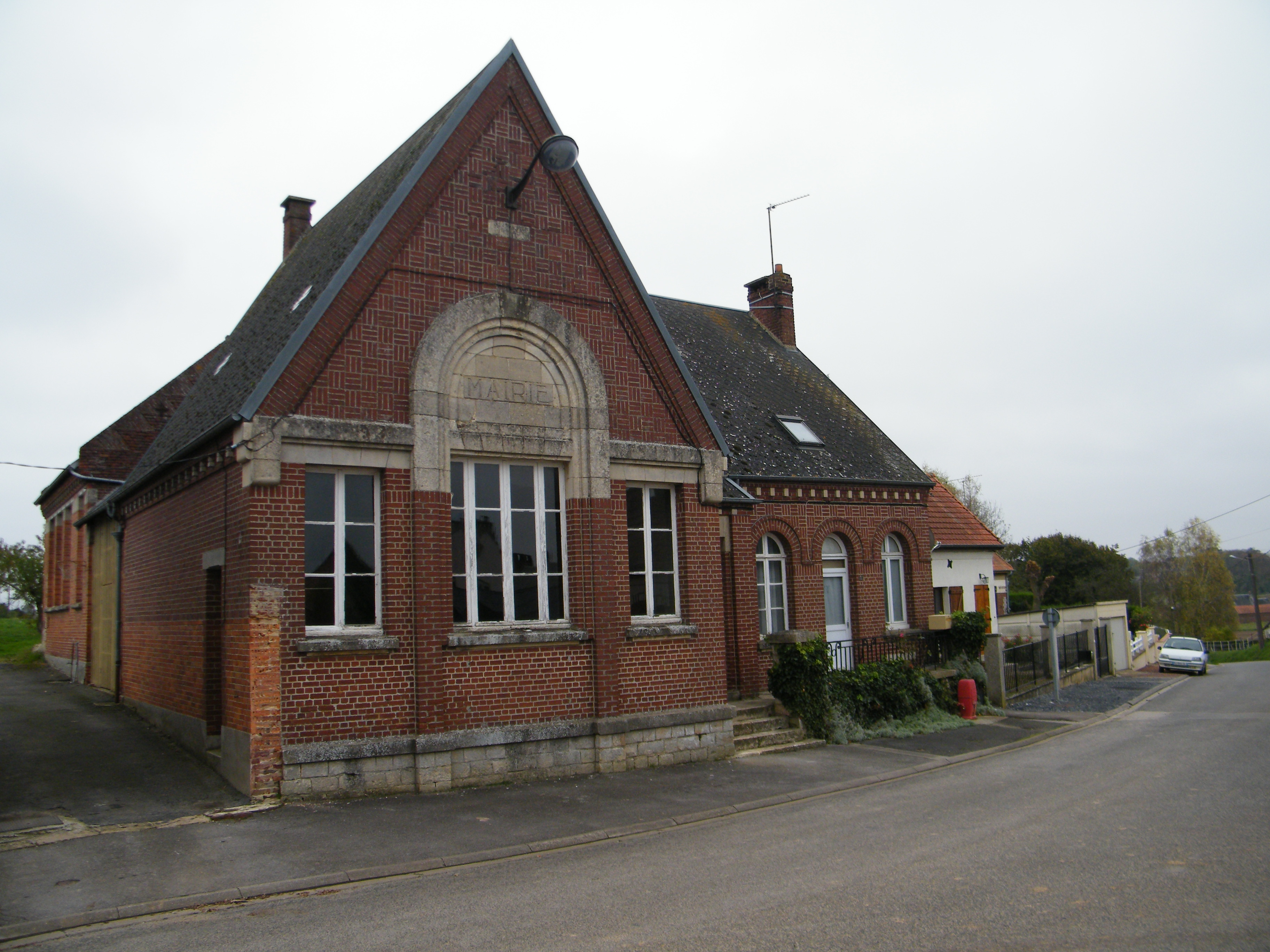

El següent diagrama mostra les poblacions més properes.

## Referències

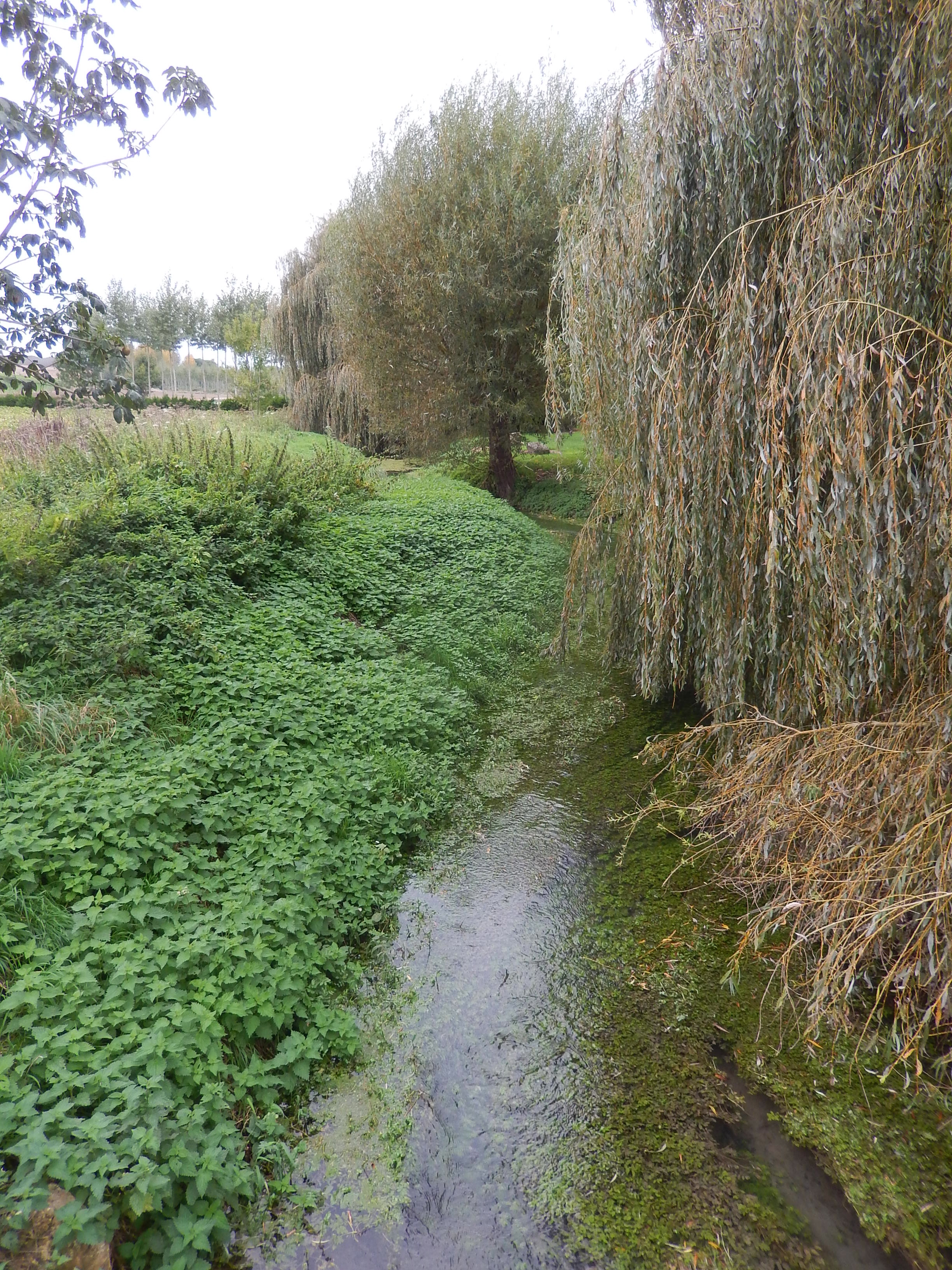